# Mega Shark contre Kolossus
Série
Mega Shark vs. Mecha Shark
(2014)
Pour plus de détails, voir Fiche technique et Distribution.
Mega Shark contre Kolossus est un film de science-fiction de 2015 avec Illeana Douglas, Amy Rider et Brody Hutzler,. Le film est une suite de la série de films Mega Shark.

## Synopsis
Quelque temps après les événements du film précédent, les gouvernements du monde entier instaurent des plans de préparation au cas où un autre Mega Shark apparaîtrait. Effectivement un autre requin est réveillé par des mineurs russes qui forent sous l’eau pour chercher du mercure rouge. Pendant ce temps, une équipe de prospecteurs, dirigée par un homme nommé Benedict, est à la recherche de mercure rouge à la demande d’un sponsor inconnu. L’équipe pénètre dans une mine en Russie, où ils découvrent un stock secret de la substance. L’un des membres de l’équipe de Benedict est démasquée en tant qu’agent américain Moira King, mais alors qu’une impasse mexicaine entre King et les Russes se produit, un robot géant caché sous la mine se réveille. King s’échappe de justesse tandis que le robot, nommé Kolossus, détruit la mine.
Le Dr Alison Gray propose à la marine américaine l’utilisation de ses émetteurs sonores nouvellement développés, qui, selon elle, peuvent influencer le comportement du requin. Son invention est rejetée en faveur d’un plan plus agressif présenté par son collègue John Bullock. Elle est ensuite convoquée par le magnat de la technologie et environnementaliste Joshua Dane, PDG de DaneTech Industries. Il est au courant des plans du gouvernement car, par méfiance à l’égard de leurs intentions, il a réussi à infiltrer leurs communications. Dane suggère à Gray qu’ils travaillent ensemble pour arrêter le requin d’une manière plus humaine et protéger l’environnement. Pendant ce temps, King recrute Spencer pour l’aider à arrêter Kolossus. Il est révélé que Kolossus est une arme de destruction massive mobile, créée par les Soviétiques pendant la guerre froide. Il tire son énergie du mercure rouge et il est capable de multiples modes d’attaque.
La flotte dirigée par l’amiral Jackson mène une attaque sur le requin, mais elle échoue et le Dr Bullock est projeté par-dessus bord. Dane et Alison s’approchent sur l’hydroptère de Dane et proposent de l’aider à utiliser l’émetteur d’Alison, mais l’appareil fonctionne mal et le requin s’échappe. King et Spencer se joignent à la bataille et ils unissent leurs forces avec Dane et Alison pour trouver le créateur de Kolossus, Sergei Abramov. Quand ils localisent Abramov, ce dernier leur donne une boussole et des indices sur l’endroit où la technologie pour contrôler Kolossus peut être trouvée. Kolossus arrive et explose, tuant Abramov tandis que les autres s’échappent.
Suivant les indices d’Abramov, le groupe localise le laboratoire où il a créé Kolossus, qui est maintenant sous l’eau. Cependant, le requin est à proximité. Alors que ses ravages se poursuivent, l’amiral Jackson subit une panne et ordonne un lancement nucléaire avant de se suicider. Le capitaine de corvette Parker parvient à annuler la frappe, en désobéissant à l’ordre de l'amiral. King utilise un drapeau américain pour attirer le requin dans la crique où se trouve le laboratoire, le piégeant ainsi. Alors que King, Spencer, Alison et Dane fouillent le laboratoire à la recherche du dispositif de contrôle de Kolossus, le robot apparaît et commence à se battre avec le requin. Ils trouvent l’appareil et s’échappent du laboratoire juste avant que la bataille ne l’écrase. Kolossus s’approche du vaisseau de Dane, mais ils parviennent à connecter le dispositif de contrôle au système informatique du vaisseau de Dane à temps pour l’arrêter.
Avec Kolossus sous contrôle, Dane trahit les autres, révélant qu’il était le sponsor de Benedict et qu’il a saboté l’émetteur d’Alison pour empêcher le gouvernement de tuer le requin avant qu’il ne puisse trouver du mercure rouge. Alors qu’il recueille le mercure rouge de Kolossus, le requin attaque à nouveau, mais il utilise Kolossus pour y attacher un émetteur, mettant également le requin sous son contrôle. Dane diffuse un message dans le monde entier, annonçant qu’il a pris le contrôle de Mega Shark et de Kolossus et qu’il prévoit d’utiliser Kolossus pour détruire les villes qui produisent le plus de pollution, tuant des millions de personnes au nom de la protection de l'environnement. Plusieurs gouvernements lancent en urgence des avions de combat contre lui, mais Dane utilise Mega Shark et Kolossus pour les éliminer. Il déclare ensuite au monde qu’il s’attend à ce qu’une frappe nucléaire survienne, avertissant que s’il est tué, cela déclenchera la libération de mercure rouge dans l’atmosphère, rendant la Terre inhabitable pendant des siècles. Les États-Unis activent le satellite de l’Initiative de défense stratégique, ce qui incite Dane à demander à Kolossus de jeter le requin dans l’espace, faisant pointer le laser du satellite hors de sa cible afin qu’il frappe la Lune à la place. Dane ne remarque pas que lorsque le requin retombe dans l’océan, l’émetteur se détache. Le requin attaque Kolossus, provoquant le crash du système de contrôle de Dane. Kolossus vise le navire. Alison, King et Spencer, qui se sont échappés de leurs liens, s’enfuient. Dane court sur la plage et il est écrasé sous le pied de Kolossus.
Alison, King et Spencer regardent depuis le rivage Mega Shark et Kolossus s’engager dans une bataille finale sans merci. Kolossus finit par entraîner le requin vers le fond marin, l’entoure et fait exploser toute sa réserve restante de mercure rouge, détruisant ainsi les deux créatures. La crise terminée, les trois survivants attendent d’être secourus. Profondément sous l’eau, un autre œuf éclot, donnant naissance à un nouveau Mega Shark. Dans une scène post-générique, le Dr Bullock est tué par le nouveau requin.

## Distribution
- Illeana Douglas : Dr Alison Gray
- Amy Rider : Moira King
- Brody Hutzler : Joshua Dane
- Edward DeRuiter : Spencer
- Ernest Thomas : l’amiral Titus Jackson
- Tara Price : le capitaine de corvette Elisha Parker
- Jeff Hatch : le docteur John Bullock
- Bryan Hanna : Benoît
- Patrick Bauchau : Sergueï Abramov
- Rileah Vanderbilt : Rileah
- Tim Abell : Ivan